# Поликастро
Полика́стро (итал. Policastro) — залив Тирренского моря в Италии, на юго-западном побережье Апеннинского полуострова. Омывает побережье трёх провинций: Салерно в Кампания, Потенца в Базиликата и Козенца в Калабрия. Залив простирается от Камерота в районе Чиленто на северо-западе до Скалея на юго-востоке.
В античной географии залив был известен как лат. Laus Sinus по городу Лаос (Лаус). На побережье залива лежал древний город Буксент, ныне Поликастро-Буссентино, давший современное название заливу. На побережье находятся коммуны Сапри, Маратеа, Сан-Джованни-а-Пиро, Санта-Марина, Испани, Вибонати, Тортора, Сан-Никола-Арчелла и Прая-а-Маре, а также Национальный парк Чиленто, Валло-ди-Диано и Альбурни.